# Caio Valério Potito Flaco
Caio Valério Potito Flaco (em latim: Gaius Valerius Potitus Flaccus) foi um político da gente Valéria da República Romana, eleito cônsul em 331 a.C. com Marco Cláudio Marcelo. Foi filho ou neto de Caio Valério Potito, tribuno consular em 370 a.C., e irmão de Lúcio Valério Potito, mestre da cavalaria em 331 a.C.. Foi também edil em 329 a.C..

## Identificação
Lívio nota que, em alguns dos anais, Valério aparece com o sobrenome Potito e, em outros, Flaco Paulo Orósio, que menciona um Valério, o chama simplesmente de "Valério Flaco", sem o sobrenome Potito. É provável que este tenha sido o primeiro da família a adotar o agnome Flaco e que seus descendentes tenham deixado de utilizar "Potito". Se esta suposição estiver correta, os "Flacos", que tornar-se-iam uma das mais importantes famílias da gente Valéria, teriam sua origem em Caio Valério Potito Flaco.

## Consulado (331 a.C.)
Foi eleito cônsul em 331 a.C. com Marco Cláudio Marcelo (cônsul em 331 a.C.). Durante seu mandato, muitos dos cidadãos mais influentes da cidade morreram em uma doença que apresentava sempre os mesmos sintomas. As mortes foram atribuídas a uma conspiração de mulheres: cento e setenta matronas foram condenadas por envenenamento depois que muitas delas se suicidaram. Todas foram condenadas por causa do testemunho de uma escrava.
Para apaziguar os deuses, Cneu Quíncio Capitolino foi nomeado ditador "clavi figendi causa" (para pregar o clavus annalis no Templo de Júpiter Capitolino). Seu mestre da cavalaria foi Caio Valério.

## Edil (329 a.C.)
Durante seu mandato como edil, Caio Valério processou Marco Flávio por adultério. Durante o julgamento, Valério perdeu a paciência e afirmou não se importar se estava arruinando um homem inocente ou não desde que Flávio fosse arruinado. Por conta disto, perdeu o processo.